# Tierpark Langenberg
Koordinaten: 47° 17′ 34″ N, 8° 31′ 45″ O; CH1903: 682488 / 238560
Der Tierpark Langenberg – früher Wildpark Langenberg genannt – ist der älteste Zoo der Schweiz. Seit Januar 2009 gehört der Tierpark Langenberg zusammen mit dem Naturerlebnispark Sihlwald zur Stiftung Wildnispark Zürich.
Der Tierpark befindet sich im Sihltal, in der Gemeinde Langnau am Albis, im Schweizer Kanton Zürich. Er ist Mitglied von Zooschweiz und weiterer Verbände wissenschaftlich geführter Zoos. 

## Park
Mit seinen rund 80 Hektaren ist der Langenberg der flächenmässig grösste Tiergarten der Schweiz. Im Park leben rund 20 einheimische Tierarten, darunter auch einige, die in der Schweiz nicht mehr in freier Wildbahn vorkommen. Raubtiere wie Braunbären und Wölfe, Luchse und Wildkatzen leben in grosszügigen, naturnahen Anlagen. Auch Steinböcke, Wisente, Elche, Rehe,  Murmeltiere und Fischotter leben im Park.
Der Langenberg ist wesentlich im Wiederansiedlungsprojekt der Przewalski-Pferde oder Takhis, wie sie in der Mongolei genannt werden, engagiert. Bereits ziehen mehrere Wildpferde aus dem Langenberg im  Naturreservat Great Gobi B in Gobi-Altai-Aimag umher. Der Langenberg war eine wichtige Durchgangsstation für Tiere aus anderen Zuchten, die von Zürich aus in die Mongolei transportiert wurden.

## Geschichte

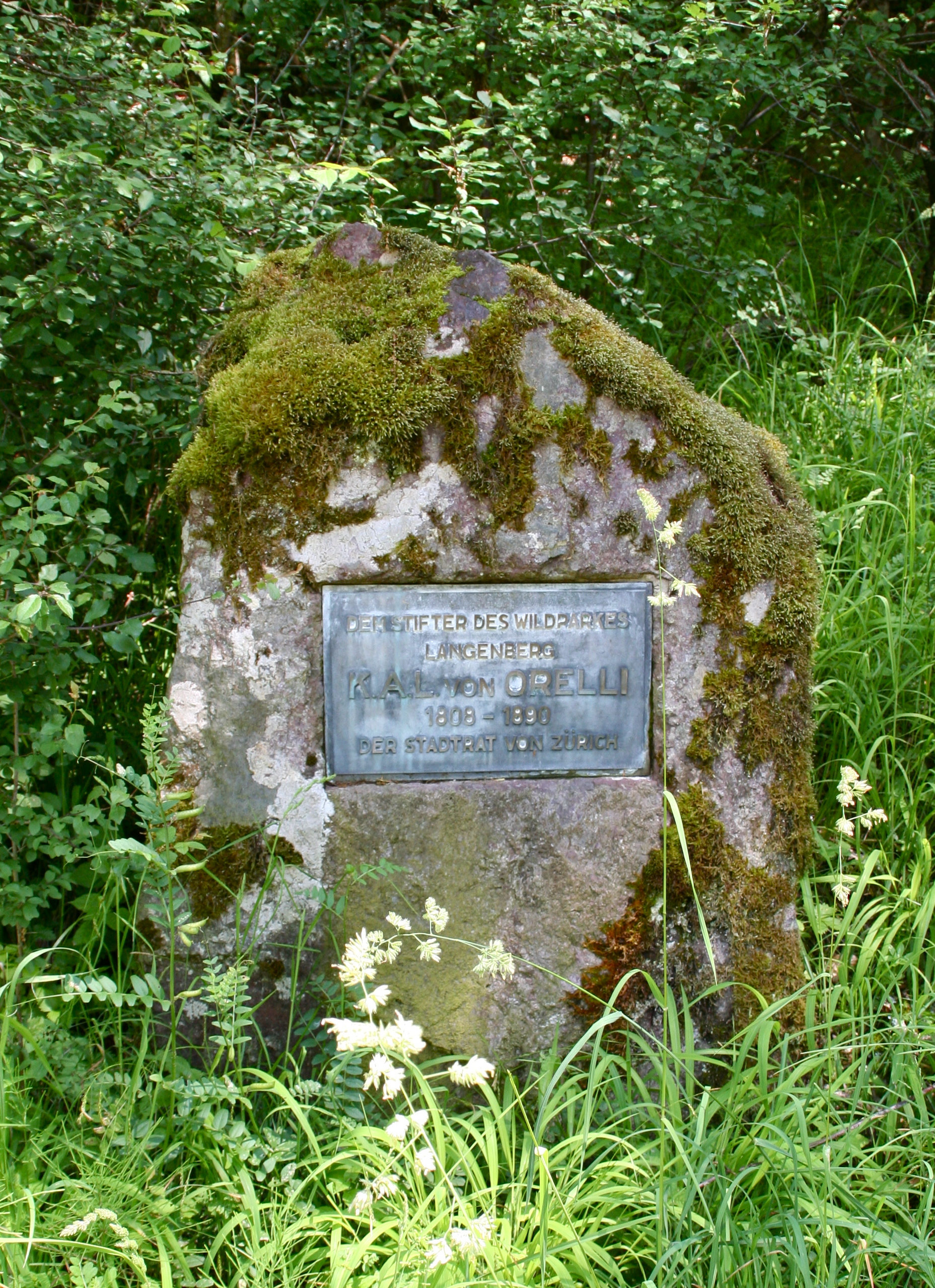
Gedenkstein

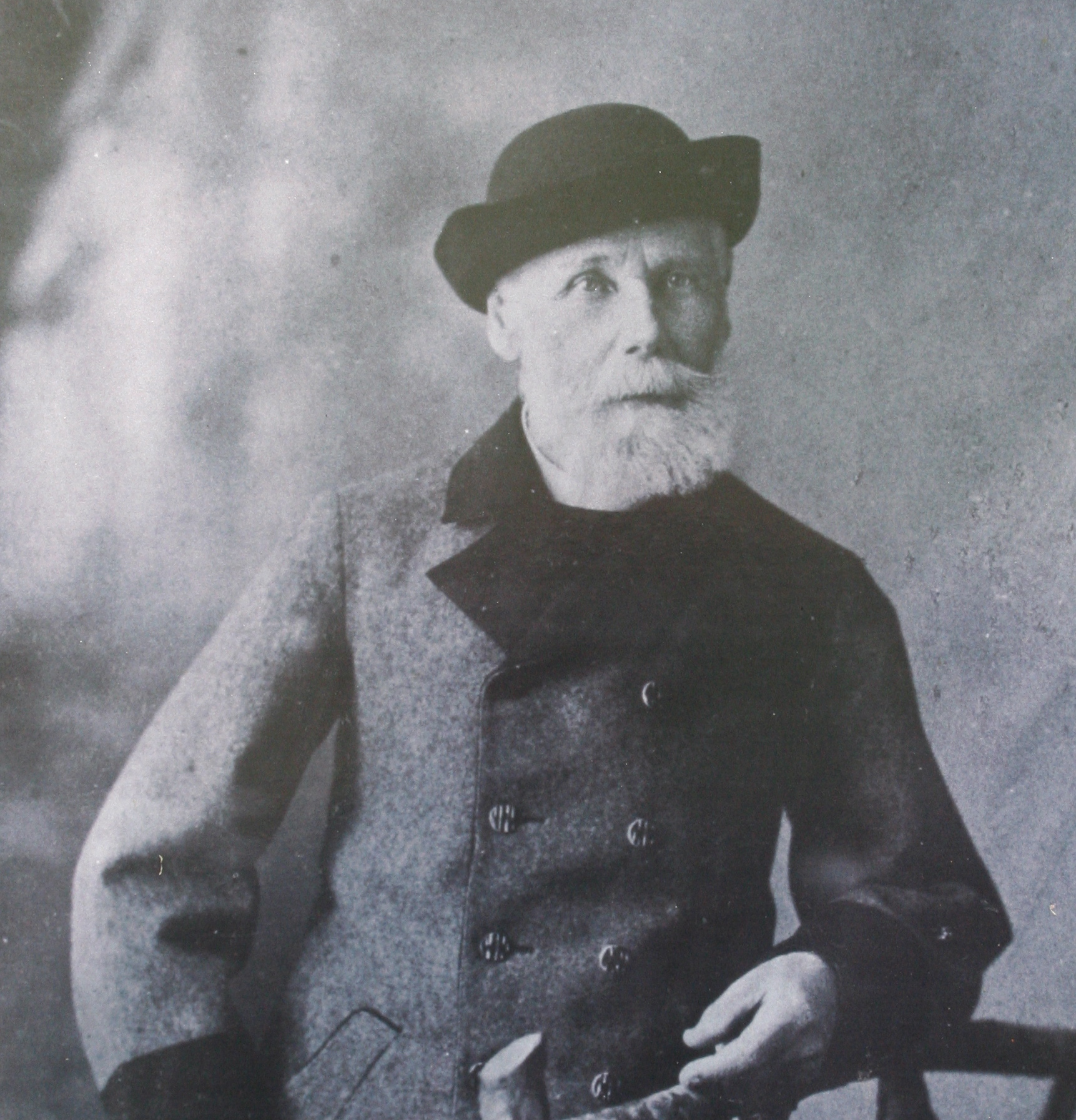
Carl Anton Ludwig von Orelli

In den Jahren 1506, 1553 und 1557 wurde der Langenberg etappenweise durch die Stadt Zürich erworben und lieferte wie der Sihlwald Brennholz für die Stadt Zürich. Mitte des 19. Jahrhunderts verwirklichte der Stadtforstmeister Carl Anton Ludwig von Orelli gegen politischen Widerstand seine Idee, im Langenberg einen Wildgarten zu errichten. Angesichts der überjagten Wälder wollte er der Bevölkerung einen Ort der Erholung schenken, wo sie einheimischen Tieren begegnen können. Am 4. September 1869 erfolgte ein  Stiftungsakt, Orelli setzte 20'000 Franken aus zum Zwecke des Unterhalts eines Wildgartens im Langenberg im September bis November 1869.
Der Stadtrat von Zürich, die Direktion des Innern und der Grosse Stadtrat stimmten dem Projekt zu und erteilten die Bewilligung für die zukünftige Nutzung des Langenbergs als Wildgarten. Die Gemeinde Langnau am Albis und Adliswil sicherten ihre Unterstützung zu. Am 11. Dezember 1869 wurde die definitive Stiftungsurkunde ausgestellt. Die ersten Tiere im Langenberg waren Rothirsche. An einem Findling beim Bärengehege erinnert eine Gedenktafel an den Gründer des Parks. Seither wurden die Tieranlagen erweitert, neue Tierarten kamen dazu, wobei die Haltung so naturnah wie möglich realisiert wird.

### Restaurant
Das ursprüngliche Wirtschaftsgebäude war um 1870 als Stall und Wagenremise entstanden; einige Jahre später wurde darin ein Restaurationsbetrieb eröffnet. Platzmangel und prekäre hygienische Verhältnisse führten 1942 dazu, dass die Gäste ausblieben. 1944 liess der Stadtrat das baufällig gewordene Gebäude abbrechen und nach Plänen des Stadtbaumeisters Albert Heinrich Steiner für 372'000 Franken einen Neubau errichten.

## Galerie

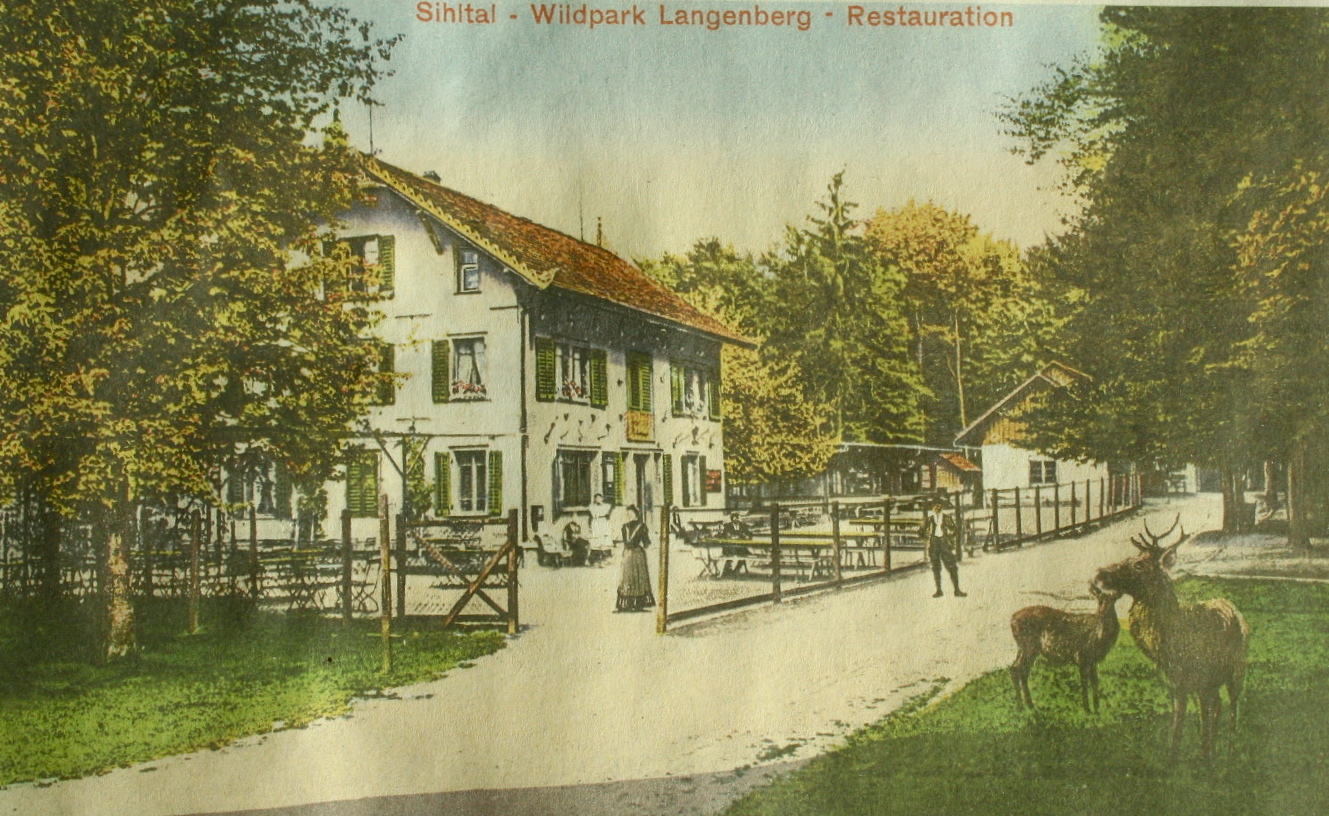
Restaurant um 1900
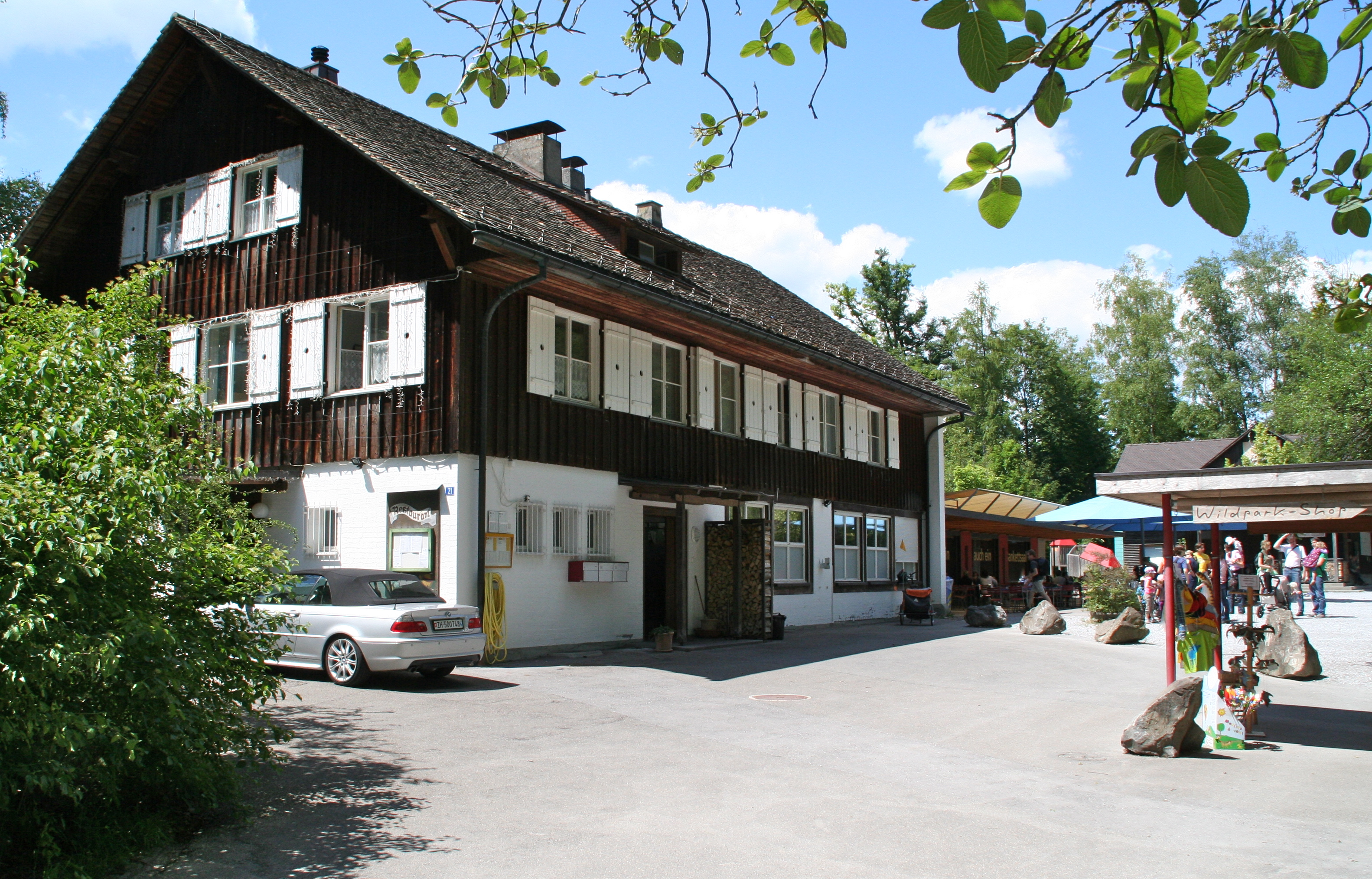
Restaurant 2011
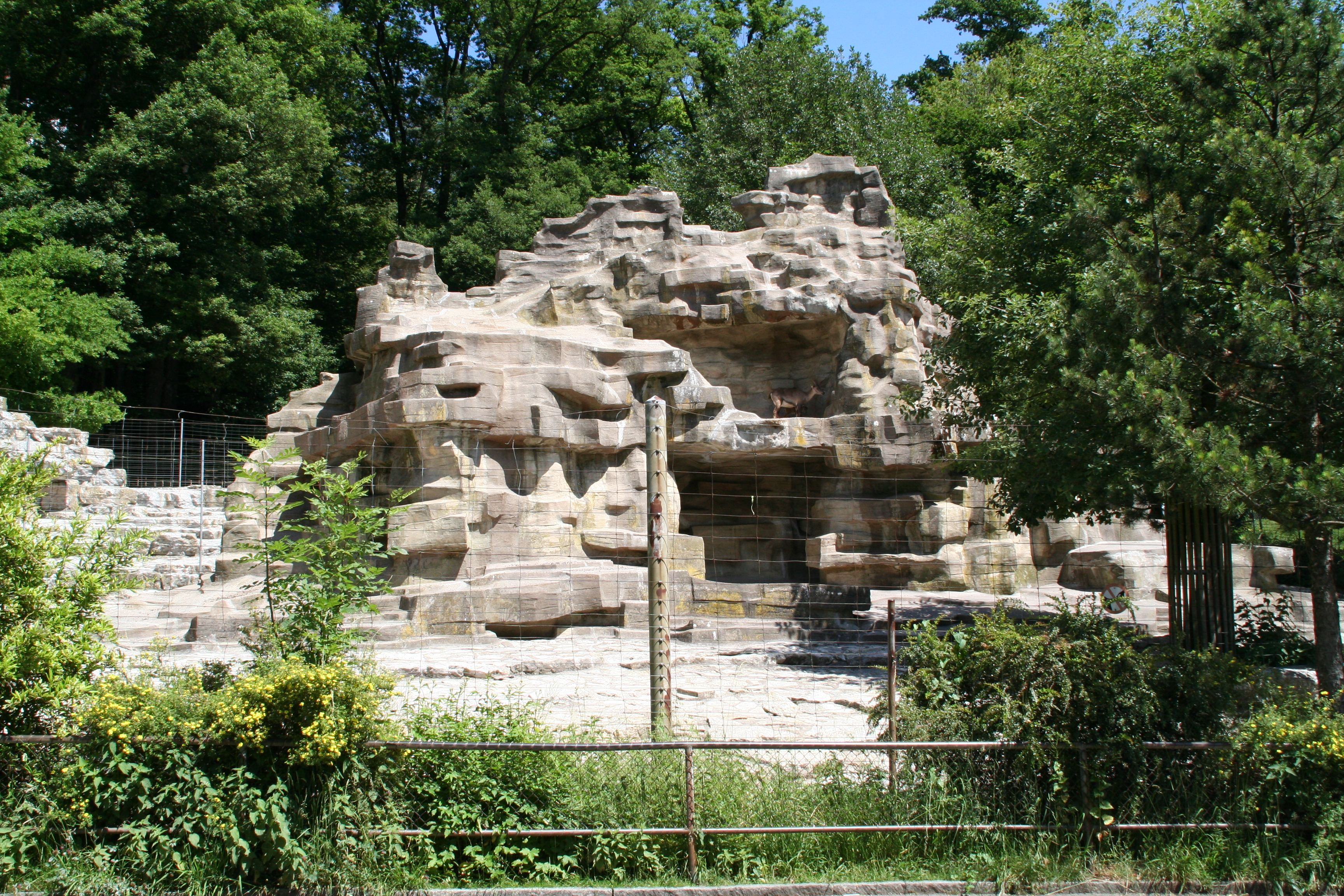
Steinbockgehege
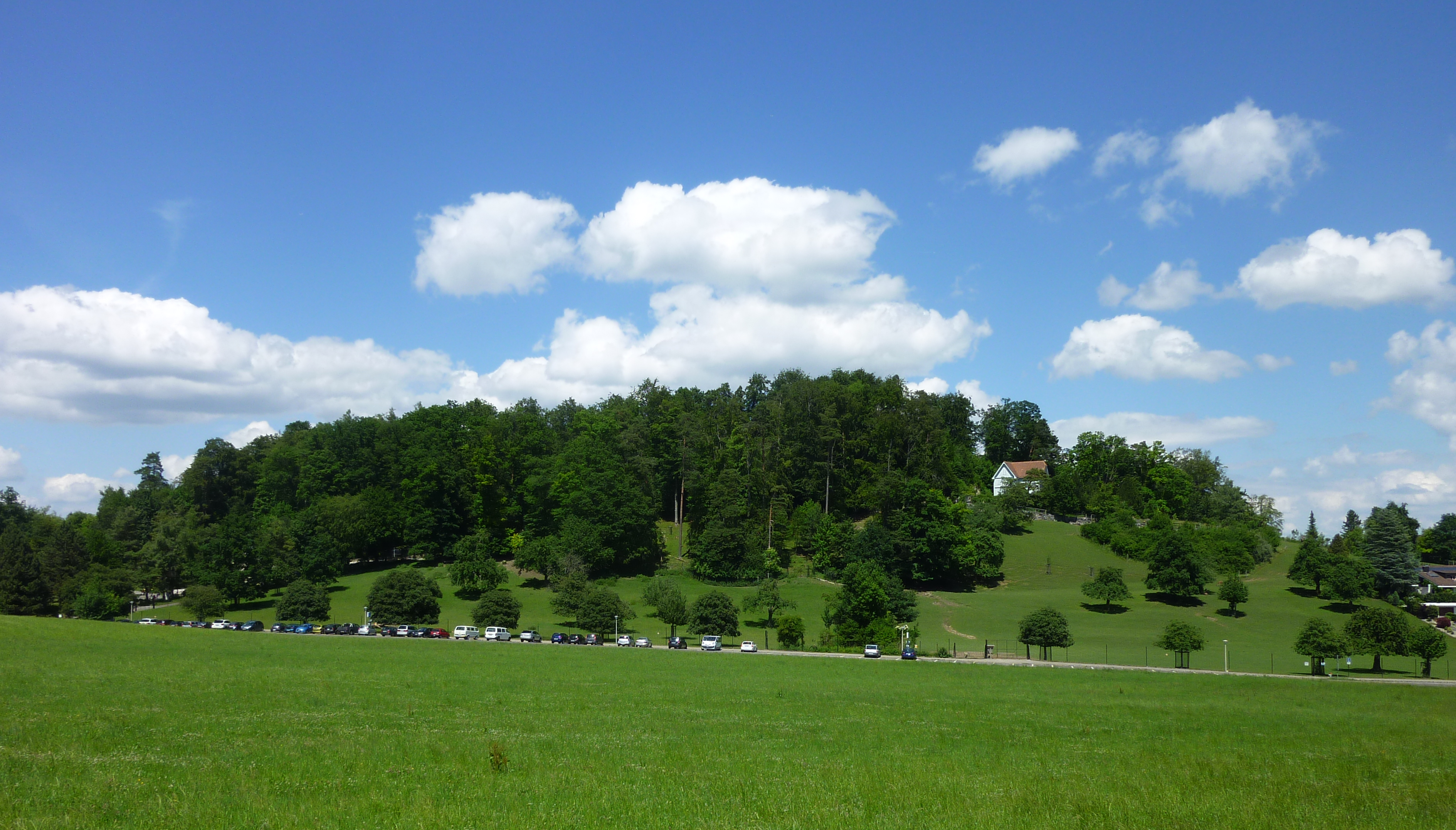
Hügel von SW
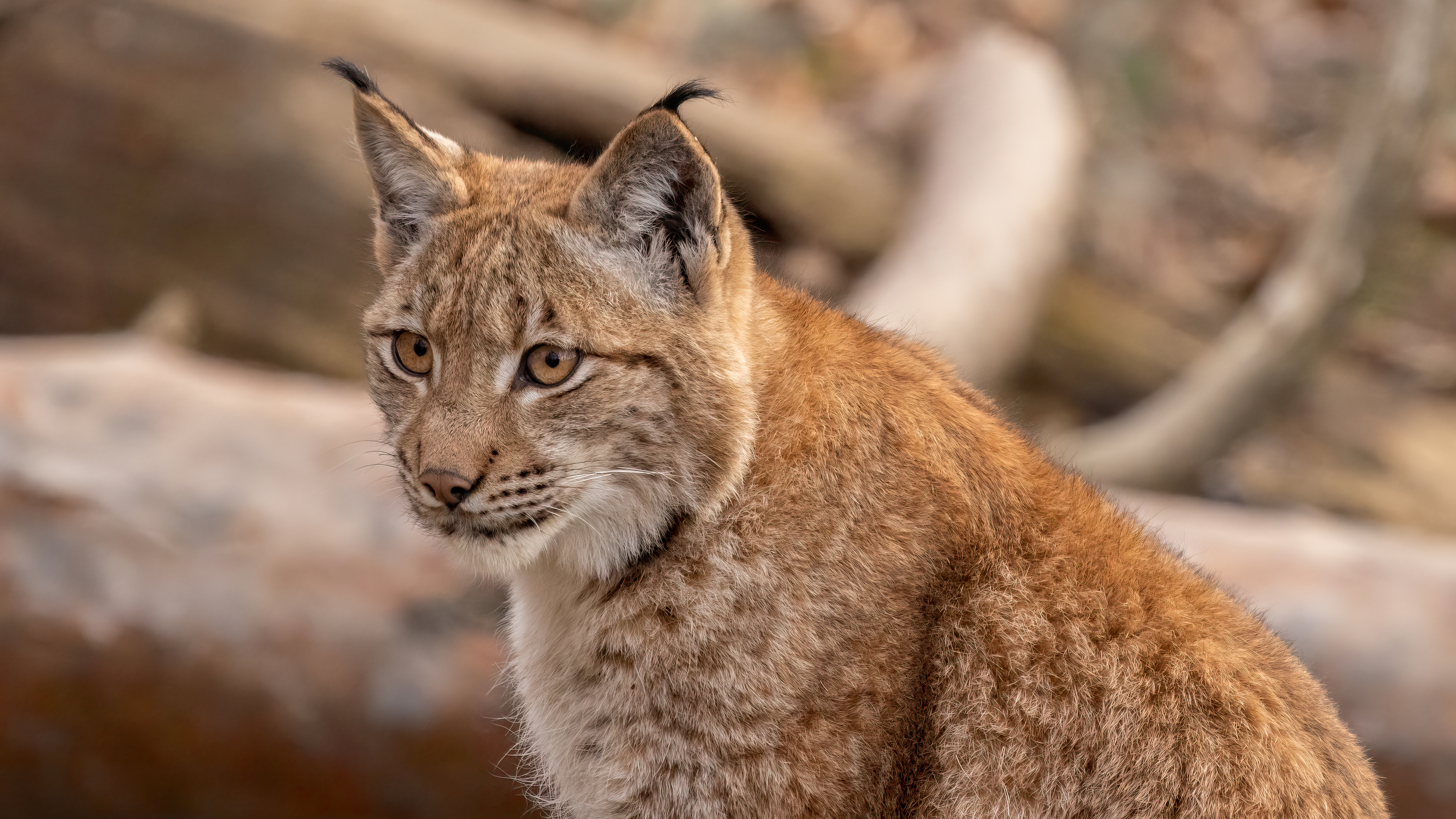
Luchs im Park